# Jean-Antoine Chaptal

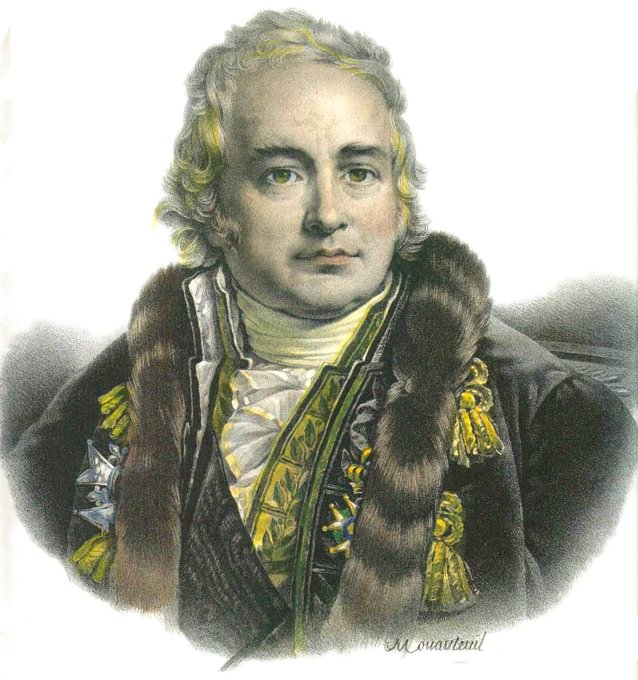
Jean-Antoine Chaptal

Jean-Antoine Chaptal, comte de Chanteloup (* 3. Juni 1756 in Nojaret, Badaroux, Lozère; † 30. Juli 1832 in Paris) war ein französischer Chemiker und Politiker. Er war Innenminister unter Napoleon. Chaptal machte sich insbesondere um die chemische Industrie in Frankreich verdient. Von Napoleon wurde er zum comte de l’Empire in der Noblesse impériale erhoben.

## Lehrtätigkeit
Jean-Antoine Chaptal war ein Sohn kleiner Landbesitzer. Er besuchte Schulen in Mende und Rodez. In Montpellier schrieb er sich zum Medizinstudium ein. 1776 promovierte er und praktizierte als Arzt bei seinem Onkel Claude (einem wohlhabenden und erfolgreichen Arzt) in Montpellier, bevor er nach Paris ging, um dort Medizin und Chemie zu studieren. 1780 wurde er an einen eigens eingerichteten Lehrstuhl für Chemie an der Medizinischen Fakultät der Universität Montpellier, Languedoc, berufen, wo er die Thesen von Antoine Lavoisier unterrichtete. 1781 heiratete er Anne-Marie Lajrd, Tochter eines wohlhabenden Baumwollhändlers. 1795 lehrte er kurz Chemie an der neu gegründeten École polytechnique (mit Claude-Louis Berthollet, mit dem er befreundet war).
Die Methode der Trockenzuckerung von Wein (Chaptalisation) zur Erzielung eines höheren Alkoholgehalts durch Zugabe von Zucker zum Traubensaft oder Most vor bzw. während der Gärung trägt seinen Namen. 1790 gab er dem zuvor entdeckten Stickstoff den Elementnamen Nitrogen (= Salpeterbildner), wovon sich das heute verwendete Elementsymbol N für den Stickstoff ableitet.
1801 wurde er zum auswärtigen Mitglied der Göttinger Akademie der Wissenschaften gewählt. Er trat ab Juli 1807 der Gelehrtengesellschaft Société d’Arcueil bei. Seit 1809 war er auswärtiges Mitglied der Bayerischen Akademie der Wissenschaften. 1820 wurde er Ehrenmitglied der Petersburger Akademie der Wissenschaften.

## Ökonomische Tätigkeit
Das Kapital, das ihm durch den Tod eines reichen Onkels zufiel, steckte er in den Aufbau eines chemischen Werkes zur Herstellung von Mineralsäuren, Alaun, Bleiweiß, Soda und anderer Substanzen. Sein Renommee beruht besonders auf den praktischen Anwendungen, die er insbesondere mit der Optimierung der Produktion der Salzsäure darlegte.
Seine praxisbezogenen Arbeiten wurden von der französischen Regierung wohlwollend beachtet. Man verlieh ihm den Adelsstand und das Band des Ordens von Saint Michel. Während der Französischen Revolution wurde er wegen der Veröffentlichung des Titels Dialogue entre un montagnard et un girondin unter Arrest gestellt. Durch Intervention seiner Freunde wurde er jedoch rasch wieder freigelassen. Im Jahre 1793 übernahm er die Leitung der Salpeterwerke von Grenelle. Zwischen 1794 und 1797 arbeitete er erneut in Montpellier und ging anschließend nach Paris. 1798 wurde er Mitglied der Académie des sciences, der er schon seit 1796 als nicht in Paris residierendes Mitglied angehörte.
Chaptal entwickelte seine Lehrsätze zur Weinherstellung von 1799 an. Er verfasste den Abschnitt Wein des Landwirtschaftswörterbuches von François Rozier. Wissenschaftler wie Cadet-de-Vaux und Jean-Louis Roard publizierten seine neue Doktrin mit ihren spezifischen Beobachtungen. Die Weinwirtschaft setzte seine Forschungsergebnisse unverzüglich um. Chaptal revolutionierte die Önologie und fasste seine Grundsätze 1807 in einem Buch zusammen.
Mit seiner Unterschrift auf dem Gesetz vom 1. Mai 1802 wurden die Zentralschulen der Departments geschlossen und Lyzeen gegründet. Die erste Handelskammer im heutigen Deutschland wurde 1803 in Mainz auf Chaptals Beschluss vom 3. Nivôse des Jahres IX (23. Dezember 1802) als Chambre de Commerce gegründet.

## Politische Tätigkeit
Nach dem Staatsstreich des 18. Brumaire VIII (9. November 1799) wurde er durch den Ersten Konsul Napoleon Bonaparte zum Konsul des Staates ernannt und folgte am 21. Januar 1801 Lucien Bonaparte als Minister des Inneren nach. Dies war der Anfang einer vollständigen Neuorganisation der öffentlichen Verwaltung. Auch Chaptals Finanzen erholten sich unter Napoleon vom Rückschlag während der Revolution. 1802 kaufte er ein Schloss in Chanteloup an der Loire. Er errichtete eine chemische Fabrik nahe Paris, eine Kunstschule und eine Industrievereinigung. Er reorganisierte die Hospitäler. Herausragend ist die Schaffung einer Hebammenschule, der Schule l'Hospice de la Maternité de Paris im Jahre 1802. Mit dem Chaptal-Erlass wurde die Umverteilung der napoleonischen Beutekunst geregelt.

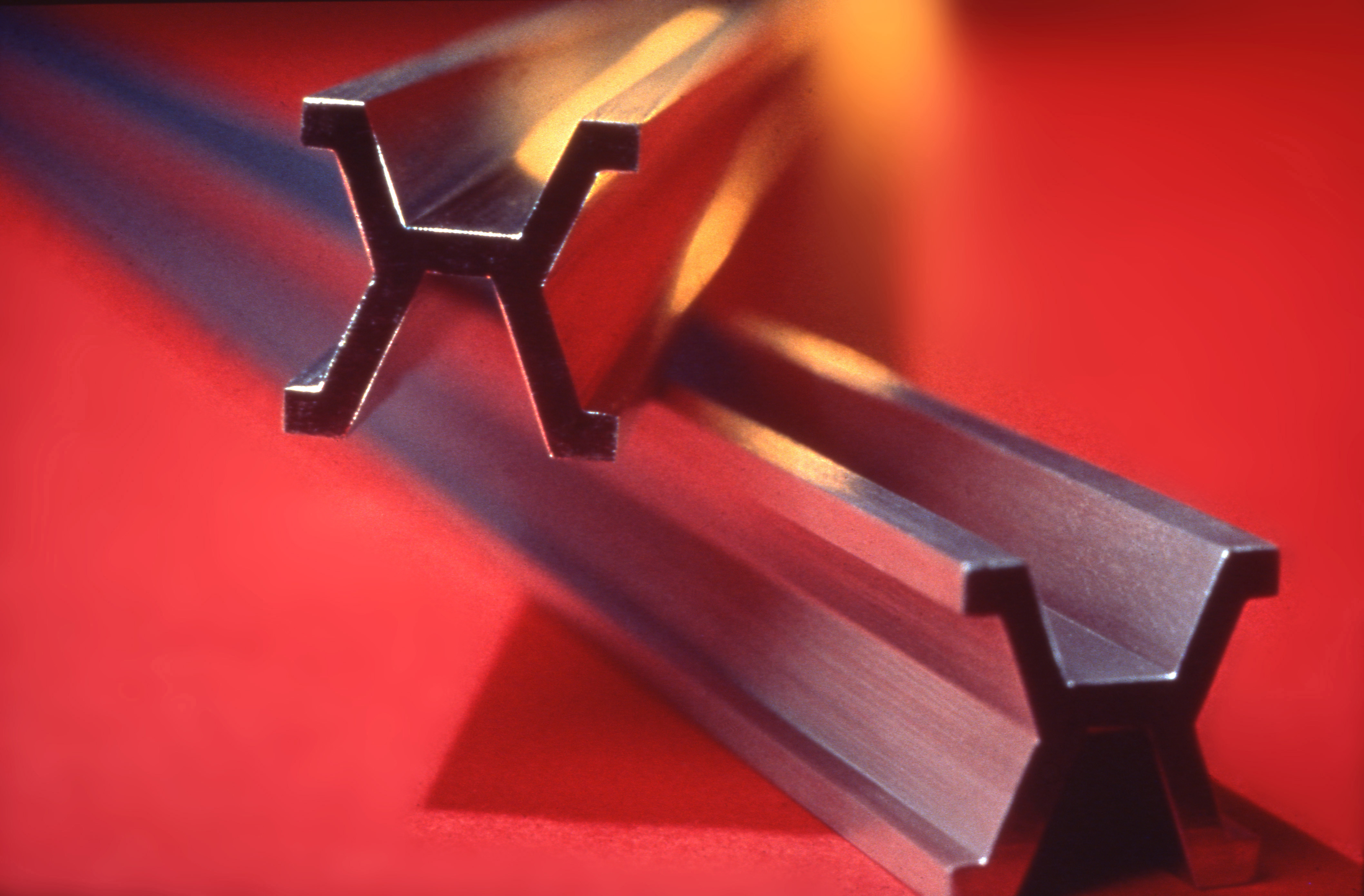
Internationaler Meterprototyp, Standardbarren aus Platin-Iridium. Dies war der Standard bis 1960. (NIST)

Er führte das metrische System für Gewichte und Längenmaße ein und förderte Künste wie Wissenschaften. Napoleon verlieh ihm in der noblesse impériale den Titel Comte de Chanteloup sowie das Großkreuz der Ehrenlegion. Chaptal demissionierte 1804, als Bonaparte sich zum Kaiser küren ließ, um sich seinen wissenschaftlichen Arbeiten zu widmen. Im selben Jahr wurde er Mitglied des Senats.
Ab Juli 1807 wurde er Mitglied in der Wissenschaftsgemeinschaft Société d’Arcueil um den Chemiker Berthollet, der u. a. auch Alexander von Humboldt (1769–1859) angehörte.
Nach Napoléons Rückkehr von Elba wurde Chaptal Arbeits- und Handelsminister, wurde aber zum Rückzug ins Privatleben gezwungen, als der Kaiser abdanken musste. Sein Name wurde bis 1819 von der Liste der Freunde Frankreichs gestrichen. Trotzdem wurde Chaptal 1816 durch Ludwig XVIII. zum Mitglied der Akademie der Wissenschaften nominiert. Chaptals Verdienst war es, die Wissenschaft populär zu machen und die Entdeckungen der Chemie in Industrie und Landwirtschaft praktikabel anzuwenden.
Ruiniert durch die Schulden seiner Söhne, die in der chemischen Industrie tätig waren, verkaufte er seinen Besitz 1823 und starb verarmt am 30. Juli 1832. Er wurde im Cimetière du Père-Lachaise, Division 89, beerdigt.

## Werke
- Élémens de Chymie (3 Ausgaben 1790; erneuert: 1796 – 1803)(online) Chemieelemente
- Traité du salpétre et des goudrons (1796) Abhandlung über Salpeter und die Teere
- Tableau des principaux sels terreux (1798) Tabelle der Haupterdsalze
- Essai sur le perfectionnement des arts chimiques en France (1800)(online)  Versuch zur Vervollkommnung der chemischen Künste in Frankreich
- Art de faire, de gouverner, et de perfectionner les vins (Erstausgabe 1801; 2. Auflage 1819) Die Kunst Weine zu machen, die Weinbereitung zu steuern und zu verbessern
- Traité théorsque et pratique sur la culture de la vigne, &c. (Erstausgabe 1801; 2. Auflage 1811)(online) Theoretische und praktische Abhandlung über die Kultur der Rebe mit der Kunst, den Wein, die Schnäpse, Weinbrand, Essige – einfache und zusammengesetzte – zu bereiten.

Diese Sammlung enthält die damals modernsten, grundlegenden Texte des Weinbaues und der Weinbereitungslehre. François Rozier lehrt dort die Kunst, die Rebe zu kultivieren, Dussieux fügt Vermerke hinzu und neue Beobachtungen. Chaptal liefert hier die erste Abhandlung über den Wein. Sie wird Essai sur le vin benannt. Es folgt eine weitere Abhandlung von Rozier über die Destillation und von Antoine Parmentier zu den Essigen.
- Essai sur le blanchiment (1801)(online) Versuche zum (Wäsche-)Bleichen (1801)
- La Chimie appliquée aux arts (4 Auflagen, 1806)(online)  Die auf die Künste angewandte Chemie
- Art de la peinture du coton en rouge (1807)(online)  Kunst der Färbung der roten Baumwolle
- Art du peinturier et du digraisseur (1800)
- De l'industrie française (2 Ausgaben, 1819)(online) Von der französischen Industrie
- Chimie appliquée à l'Agriculture (Erstausgabe 1823; 2. Auflage 1829)(online) Angewandte Agrarchemie. Es ist das letzte von Chaptal veröffentlichte Werk. In dieser neu gedruckten Abhandlung der klassischen Agrarwissenschaften, wendet er zum ersten Mal die zahlreichen chemischen Neuentdeckungen auf die praktische, wissenschaftliche und technische Landwirtschaft an. Wichtige Erörterungen zur Zusammensetzung der Böden, über die Dünger, der Lufttemperatur, der Rolle des Wassers, dem Einfluss der Elektrizität auf die Vegetation, die Rolle des Lichtes und der Bodentemperatur.

## Sonstiges
Chaptal ist namentlich auf dem Eiffelturm verewigt, siehe: Die 72 Namen auf dem Eiffelturm.